# Sho Gokyu
Sho Gokyu (født 11. juni 1983) er en tidligere japansk fodboldspiller.
Han har spillet for flere forskellige klubber i sin karriere, herunder Cerezo Osaka og Yokohama FC.